# Карл Теодор Ліберман
Карл Теодор Ліберман (нім. Carl Liebermann; 23 лютого 1842, Берлін — 28 грудня 1914) — німецький хімік-органік, педагог, доктор наук (1865), професор органічної хімії, автор методу отримання алізарину із антрацену.

## Біографія
Син заможного єврейського промисловця-текстильника. Двоюрідний брат художника Макса Лібермана.
Освіту здобув в університетах Берліна та Гейдельберга під керівництвом Р. Бунзена, Г. Магнуса й А. Беєра.
Працював у А. Беєра у Королівському технічному інституті в Берліні.
Із 1873 року завідував лабораторією органічної хімії у Берлінській промисловій академії, що згодом була перетворена на Вищу технічну школу; з 1879 року займав також кафедру в Берлінському університеті.
У 1868 році разом з Карлом Гребе синтезував алізарин. Синтез дозволив перейти до промислового виробництва барвників — алізаринових фарб на його основі, а також це призвело до припинення вирощування марени. У 1869 році винайшов спосіб синтезу його з антрацену. Синтез являє собою хлорування або бромування антрацену з подальшим окисленням з утворенням алізарину. Патент Лібермана і Карла Гребе на синтез алізарину з антрацену поданий за день до патенту Вільяма Генрі Перкіна (старшого).
Йому ж належить ряд робіт із алкалоїдами і багатьма органічними фарбами, відома реакція на фенол (Ліберманова реакція) та ін. Велика частина його праць опублікована в «Liebigs Annalen» і в «Berichte der Deutschen Chemischen Gesellschaft».
Голова Німецького хімічного товариства (1898). Був членом академій в Геттінгені (1912), Філадельфії та Уппсалі, відзначений почесними докторськими ступенями в Лідсі, в Берліні та в Брауншвейзі. У 1883 році був обраний членом Леопольдини.
У 1914 році обраний почесним професором органічної хімії Берлінського університету.